# Ekonomiåret 1925

## Händelser
- 2 januari - Stor förödelse vållas i Göteborg på grund av svår storm över Sverige.
- 7 januari - Elva europeiska staters finansministrar, några med ombud, sammanträder i Paris för att överlägga om fördelningen av dels nettobehållningen av Ruhrockupationen, dels den miljard som utgör första årsbetalning enligt Dawesplanen.

## Bildade företag
- IG Farben[1]